# Victor Pietschmann
Victor Pietschmann (* 27. Oktober 1881 in Wien; † 11. November 1956 ebenda) war ein österreichischer Ichthyologe. Von 1919 bis 1946 war er der Verwalter der Fischsammlung am Naturhistorischen Museum Wien. Während seines Lebens besuchte er sehr viele Gegenden der Erde, wobei er an einigen Stellen auch der erste Europäer war. Er beschrieb viele neue Fischarten, darunter einige Haie.

## Leben
Pietschmann wurde als Sohn des Gutsbesitzers Karl E. Pietschmann und dessen Frau Ida (geborene Honny) geboren. Er erhielt seine Matura 1899 am Piaristengymnasium in Wien VIII. Nachdem er 1904 sein Zoologiestudium mit der Promotion abgeschlossen hatte, kam er an das Naturhistorische Museum in Wien, wo er der Assistent Franz Steindachners wurde, der damals die Verwaltung der Fischsammlung ausübte. Kurze Zeit später trat er die erste seiner vielen Reisen an; an die Barentssee. Vier Jahre später studierte er an der Südküste Grönlands Hochseefischerei. In den Folgejahren unternahm er einige wichtige Expeditionen, etwa 1910 nach Mesopotamien, bei denen er viele heute als wichtig eingestufte Funde machte. 1914 wurde er während einer Expedition in Armenien vom Ausbruch des Ersten Weltkrieges überrascht, weshalb er in der Türkei blieb und dort als Offizier Wehrdienst leistete. In Erzurum baute er eine Alpintruppe auf; es existieren Fotos, auf denen er zu sehen ist, wie er Soldaten das Schifahren beibringt.
Anfang 1919 wurde Steindachner als Leiter der Fischsammlung pensioniert, Pietschmann trat seine Nachfolge an. Diesen Posten behielt er bis zu seiner Pensionierung. 1927/28 verbrachte er einen einjährigen Studienaufenthalt auf Hawaii und im Pazifikraum, weitere Expeditionen gingen nach Kurdistan, Polen und Rumänien sowie 1931 nach Anatolien. Außerdem bereiste er 1925, 1934, 1935 und 1937 das Donaudelta.
Im Jahre 1930 heiratete er Margarete Auguste Keldorfer. Mit ihr hatte er vier Kinder, darunter den Physikprofessor Herbert Pietschmann.
Nach dem Zerfall der Monarchie war Pietschmann „Großdeutscher“ und als Adolf Hitler den Anschluss vollzog, verfasste er einen Brief an Hitler, den er allerdings auf Anraten guter Freunde vorsichtshalber niemals abschickte. Darin schlug er vor, „die Sache von Wien aus“ anzugehen und die Hauptstadt zwischen Wien und Berlin pendeln zu lassen. Das war vermutlich der Grund, warum Pietschmann nicht Direktor des Naturhistorischen Museums wurde, als der Posten Hermann Michels, der am 14. März 1938 seines Amtes enthoben wurde, neu besetzt wurde. Eigentlich war er der einzige Anwärter für die Nachfolge Michels gewesen, dennoch wurde das Parteimitglied Hans Kummerlöwe eingesetzt. Pietschmann beantragte am 24. Mai 1938 die Aufnahme in die NSDAP und wurde rückwirkend zum 1. Mai desselben Jahres aufgenommen (Mitgliedsnummer 6.202.940).
1946 wurde Viktor Pietschmann pensioniert. Im November 1956 starb er im Alter von 75 Jahren an einem Schlaganfall.

## Veröffentlichungen (Auswahl)
Victor Pietschmann verfasste rund 50 wissenschaftliche Werke und sehr viele populärwissenschaftliche Publikationen.
- Expedition nach Mesopotamien im Jahre 1910. 1911.
- Bandfische und „Grosse Seeschlange“. 1922.
- Eis und Palmen – Reiseskizzen aus Nord und Süd. Wilhelm Braumüller Verlag, Wien 1927.
- Durch kurdische Berge und armenische Städte. Adolf Luser Verlag, Wien 1940.
- Führer durch die Sonderschau „Ostmarkdeutsche als Forscher und Sammler in unseren Kolonien“: Ein Anteil der Ostmark an der Erforschung und Erschließung der deutschen Kolonialgebiete. Waldheim-Eberle, Wien 1940.